# یواس‌اس بایا (اس‌اس-۳۱۸)
یواس‌اس بایا (اس‌اس-۳۱۸) (به انگلیسی: USS Baya (SS-318)) یک زیردریایی بود که طول آن ۳۱۱ فوت ۹ اینچ (۹۵٫۰۲ متر) بود. این زیردریایی در سال ۱۹۴۴ ساخته شد.